# Seaside Rock
Seaside Rock — четвёртый альбом шведской инди-поп-рок-группы Peter Bjorn and John. Релиз состоялся 23 сентября 2008 года.

## Список композиций
| №                   | Название                 | Длительность |
| ------------------- | ------------------------ | ------------ |
| 1.                  | «Inland Empire»          | 4:22         |
| 2.                  | «Say Something (Mukiya)» | 3:17         |
| 3.                  | «Flavour of the Season»  | 3:18         |
| 4.                  | «Next Stop Bjursele»     | 4:00         |
| 5.                  | «School of Kraut»        | 2:55         |
| 6.                  | «Erik's Fishing Trip»    | 3:56         |
| 7.                  | «Needles and Pills»      | 5:10         |
| 8.                  | «Norrlands Riviera»      | 4:53         |
| 9.                  | «Barcelona»              | 5:21         |
| 10.                 | «At the Seaside»         | 3:30         |
| Общая длительность: | Общая длительность:      | 40:48        |